# Tiszakécske
Tiszakécske je gradić u središnjoj Mađarskoj.

## Upravna organizacija
Upravno pripada kečkemetskoj mikroregiji u Bačko-kiškunskoj županiji, na zapadnoj obali rijeke Tise.

## Pobratimstva
- Lübbecke
- Lunca de Sus

## Vanjske poveznice
- (mađ.) Tiszakécske Önkormányzatának honlapja
- (mađ.) Tiszakécske a Vendégvárón  Arhivirana inačica izvorne stranice od 17. ožujka 2007. (Wayback Machine)
- (mađ.) Tiszakecske.lap.hu
- (mađ.) Térkép Kalauz – Tiszakécske
- (mađ.) Video Tiszakécskéről – indulhatunk.hu  Arhivirana inačica izvorne stranice od 30. lipnja 2008. (Wayback Machine)
- (mađ.) Légifotók Tiszakécskéről